# Casteldelfino
Casteldelfino – miejscowość i gmina we Włoszech, w regionie Piemont, w prowincji Cuneo.
Według danych na rok 2004 gminę zamieszkiwało 227 osób, 6,9 os./km².